# Эрмсдорф
Эрмсдорф (люкс. Iermsdref, фр. и нем. Ermsdorf) — коммуна в Люксембурге, располагается в округе Дикирх. Коммуна Эрмсдорф является частью кантона Дикирх. В коммуне находится одноимённый населённый пункт.
Население составляет 906 человек (на 2008 год), в коммуне располагаются 310 домашних хозяйств. Занимает площадь 24,09 км² (по занимаемой площади 34 место из 116 коммун). Наивысшая точка коммуны над уровнем моря составляет 420 м. (43 место из 116 коммун), наименьшая 213 м. (34 место из 116 коммун).

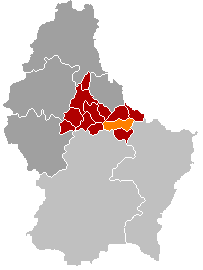
Оранжевый цвет - коммуна Эрмсдорф, красный - кантон Дикирх.